# Diocesi di Facatativá
La diocesi di Facatativá (in latino: Dioecesis Facatativensis) è una sede della Chiesa cattolica in Colombia suffraganea dell'arcidiocesi di Bogotà. Nel 2021 contava 589.185 battezzati su 653.770 abitanti. È retta dal vescovo Pedro Manuel Salamanca Mantilla.

## Territorio
La diocesi comprende 22 comuni nella parte centrale del dipartimento colombiano di Cundinamarca: Albán, Bojacá, El Rosal, Facatativá, Funza, Guayabal de Síquima, La Vega, Madrid, Mosquera, Nimaima, Nocaima, Quebradanegra, San Francisco de Sales, Sasaima, Subachoque, Supatá, Tabio, Tenjo, Útica, Vergara, Villeta e Zipacón.
Sede vescovile è la città di Facatativá, dove si trova la cattedrale della Santissima Vergine del Rosario.
Il territorio si estende su una superficie di 2.311 km² ed è suddiviso in 50 parrocchie, raggruppate in 6 vicariati: San Miguel Arcángel, San Pio X, Santo Cura de Ars, Nuestra Señora de la Salud, San Pablo, San José.

## Storia
La diocesi è stata eretta il 16 marzo 1962 con la bolla Summi Pastoris di papa Giovanni XXIII, ricavandone il territorio dall'arcidiocesi di Bogotà e dalla diocesi di Zipaquirá.
Il 27 novembre 1963, con la lettera apostolica Opifera Mater, papa Paolo VI ha proclamato la Beata Maria Vergine, invocata con il titolo di "Salute degli Infermi" (Salus informorum), patrona principale della diocesi.
Il 28 ottobre 1971 restituì quattro parrocchie alla diocesi di Zipaquirá.
Il 29 marzo 1984 ha ceduto un'altra porzione del suo territorio a vantaggio dell'erezione della diocesi di La Dorada-Guaduas.

## Cronotassi dei vescovi
Si omettono i periodi di sede vacante non superiori ai 2 anni o non storicamente accertati.
- Raúl Zambrano Camader † (26 aprile 1962 - 18 dicembre 1972 deceduto)
- Hernando Velásquez Lotero † (27 aprile 1973 - 18 maggio 1985 dimesso)
- Luis Gabriel Romero Franco (15 aprile 1986 - 13 novembre 2010 ritirato)
- Luis Antonio Nova Rocha † (13 novembre 2010 - 9 aprile 2013 deceduto)
- José Miguel Gómez Rodríguez (23 febbraio 2015 - 25 aprile 2021 nominato arcivescovo di Manizales)
- Pedro Manuel Salamanca Mantilla, dal 21 aprile 2022[3]

## Statistiche
La diocesi nel 2021 su una popolazione di 653.770 persone contava 589.185 battezzati, corrispondenti al 90,1% del totale.
| anno | popolazione | popolazione | popolazione | presbiteri | presbiteri | presbiteri | presbiteri                | diaconi | religiosi | religiosi | parrocchie |
| anno | battezzati  | totale      | %           | numero     | secolari   | regolari   | battezzati per presbitero | diaconi | uomini    | donne     | parrocchie |
| ---- | ----------- | ----------- | ----------- | ---------- | ---------- | ---------- | ------------------------- | ------- | --------- | --------- | ---------- |
| 1966 | 318.000     | 320.500     | 99,2        | 73         | 51         | 22         | 4.356                     |         | 63        | 237       | 39         |
| 1970 | 342.000     | 350.000     | 97,7        | 65         | 32         | 33         | 5.261                     |         | 59        | 191       | 34         |
| 1976 | 410.000     | 420.000     | 97,6        | 59         | 32         | 27         | 6.949                     | 1       | 37        | 200       | 32         |
| 1980 | 468.000     | 483.000     | 96,9        | 61         | 35         | 26         | 7.672                     |         | 32        | 230       | 32         |
| 1990 | 396.000     | 415.000     | 95,4        | 69         | 39         | 30         | 5.739                     |         | 49        | 158       | 30         |
| 1999 | 401.373     | 443.594     | 90,5        | 93         | 52         | 41         | 4.315                     |         | 108       | 155       | 32         |
| 2000 | 376.220     | 406.632     | 92,5        | 87         | 54         | 33         | 4.324                     |         | 65        | 123       | 30         |
| 2001 | 407.263     | 440.546     | 92,4        | 84         | 54         | 30         | 4.848                     |         | 69        | 117       | 34         |
| 2002 | 415.248     | 449.628     | 92,4        | 83         | 53         | 30         | 5.002                     |         | 65        | 113       | 35         |
| 2003 | 415.462     | 450.522     | 92,2        | 79         | 51         | 28         | 5.259                     |         | 59        | 107       | 35         |
| 2004 | 410.495     | 443.814     | 92,5        | 91         | 50         | 41         | 4.510                     |         | 96        | 142       | 36         |
| 2006 | 448.000     | 473.000     | 94,7        | 90         | 51         | 39         | 4.977                     | 1       | 79        | 161       | 36         |
| 2013 | 512.000     | 546.000     | 93,8        | 93         | 55         | 38         | 5.505                     | 4       | 144       | 161       | 43         |
| 2016 | 565.867     | 620.461     | 91,2        | 92         | 54         | 39         | 6.084                     | 5       | 122       | 166       | 43         |
| 2019 | 572.000     | 634.300     | 90,2        | 97         | 63         | 34         | 5.896                     | 7       | 66        | 145       | 43         |
| 2021 | 589.185     | 653.770     | 90,1        | 94         | 60         | 34         | 6.267                     | 5       | 59        | 147       | 50         |